# Jeffrey Groeneveld
Jeffrey Groeneveld (Aalsmeer, 31 maart 1972) is Nederlands voormalig handbaldoelman. 
Groeneveld kwam gedurende zijn spelerscarrière enkel uit voor Aalsmeer, waarmee hij vijf landstitels en enkele bekers won. Tevens kwam hij uit voor het nationaal team. In 2001 stopte hij als international en in 2006 stopte hij als actief handbalspeler. Groeneveld was hierna nog wel actief als jeugdtrainer en keeperstrainer bij Aalsmeer.